# گروور بیچ (کالیفرنیا)
گروور بیچ (به انگلیسی: Grover Beach) شهری در شهرستان سن لوییز اوبیسپو، کالیفرنیا ایالت کالیفرنیا است که در سرشماری سال ۲۰۱۰ میلادی، ۱۳۱۵۶ نفر جمعیت داشته است.